# Загорский, Игнаций
Игна́ций Заго́рский (Загурский; пол. Ignacy Zagórski; 1788—1854) — польский нумизмат.

## Биография

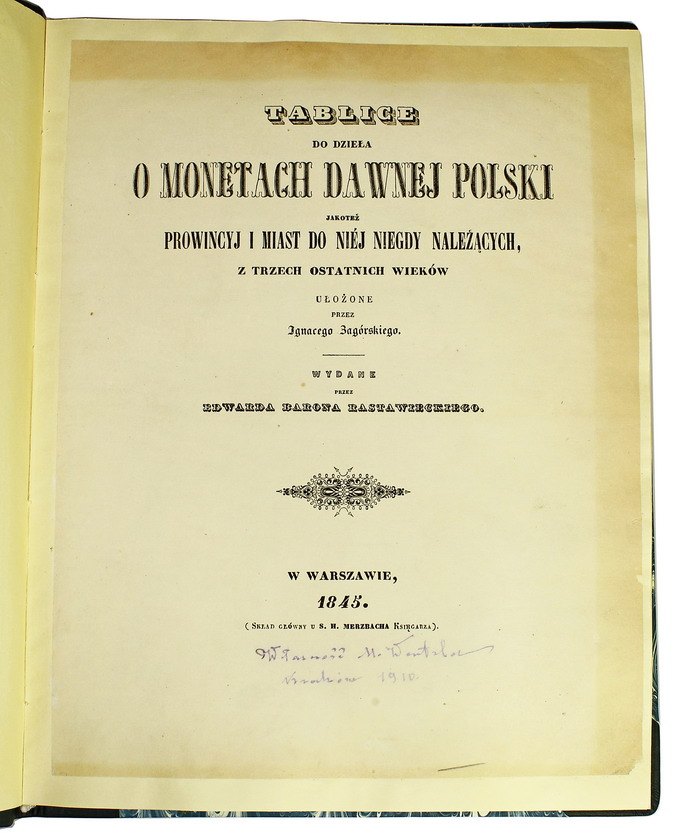
И. Загорский. «Monety dawnej Polski…», Варшава, 1845

Среднее образование получил в Тарнове, высшее — в Кракове и в Варшаве, где поступил на службу сначала чиновником в финансовую дирекцию, а потом учителем в Варшавский лицей. В 1818 г. назначен секретарем правительственной финансовой комиссии и служил по ведомству финансов до 1851 года; одновременно до 1849 года он состоял первым секретарем в Варшавском благотворительном обществе.
Игнаций Загорский скончался он в 1854 году в Петрокове.
Всё свободное от служебных занятий время Загурский посвящал нумизматике, специализируясь в изучении польских монет с XVI по XVIIІ ст. включительно. Труды и исследования его в этой области послужили основными руководствами для позднейших польских нумизматов. Особенно важны в этом отношении его:
- «Monety dawnej Polski, jako tez prowincyj do niej niegdys nalezacych, z trzech ostatnich wiekow» (2 т., с литографическими таблицами, Варшава, 1845 г.)
- «Skorowidz monet polskich z trzech ostatnich wiekow» (там же, 1847 г.).

Кроме этих основных трудов, Загурский напечатал ряд статей по тому же вопросу в «Biblijotece Warszawskiej».